# Pleurothallis lingua
Pleurothallis lingua är en orkidéart som beskrevs av John Lindley. Pleurothallis lingua ingår i släktet Pleurothallis och familjen orkidéer. Inga underarter finns listade i Catalogue of Life.